# Palazzuolo sul Senio
Palazzuolo sul Senio (antigament Palazzolo di Romagna; en romanyol: Palazol) és un comune (municipi) de la ciutat metropolitana de Florència, a la regió italiana de la Toscana, situat uns 45 km al nord-est de Florència.
L'1 de gener de 2018 tenia 1.141 habitants.
Limita amb els municipis de Borgo San Lorenzo, Brisighella, Casola Valsenio, Castel del Rio, Firenzuola i Marradi.